# Gossip (software)
Gossip is een opensource-chatprogramma dat het protocol XMPP voor instant messaging gebruikt. De client is gemaakt voor GNOME, heeft een sobere gebruikersinterface en is met behulp van de GNOME human interface guidelines vormgegeven om gebruiksvriendelijk te zijn. De laatste versie is 0.31 en kwam uit op 2 augustus 2008. Gossip wordt vrijgegeven onder de GPL.

## Mogelijkheden
- Contactpersonen
- Verzenden en ontvangen van berichten
- Chatruimtes
- Chatgeschiedenis
- Geluidsnotificaties
- Voldoet aan de GNOME Human Interface Guidelines